# Othmar Spann
Othmar Spann (* 1. Oktober 1878 in Altmannsdorf; † 8. Juli 1950 in Neustift bei Schlaining) war ein österreichischer Nationalökonom, Soziologe und Philosoph. Mit seiner autoritären Ständestaatslehre des Universalismus gilt er als Wegbereiter des Austrofaschismus und damit der österreichischen Dollfuß-Schuschnigg-Diktatur (1933–1938), außerdem diente er auch der Staatsideologie des Slowakischen Staates (1939–1945) als Inspiration. Spann wurde von Armin Mohler als ein österreichischer Vertreter der sogenannten Konservativen Revolution eingeordnet.

## Leben

### 1878–1914: Kindheit und Werdegang
Othmar Spann war der Sohn des kleinen Fabrikanten, Erfinders und überzeugten Sozialdemokraten Josef Spann, der marmoriertes Papier herstellte, und wuchs in Altmannsdorf auf, einem damaligen Vorort von Wien. Er hatte drei Geschwister und nach dem frühen Tod seiner Mutter konnte sein Vater die Familie nicht mehr versorgen. Ab dem 12. Lebensjahr wuchs Spann daher bei seiner Großmutter mütterlicherseits auf, deren Mann ehemaliger Feldwebel war und dessen militärisch ausgerichtete Lebensweise im Gegensatz zu der seines Vaters stand. Er besuchte von 1884 bis 1889 die Volksschule Altmannsdorf und von 1889 bis 1892 die Bürgerschule in Wien und absolvierte von 1892 bis 1894 den Handelskurs einer privaten Handelsschule. Daneben arbeitete er im Geschäft seines Vaters mit. Von 1894 bis 1896 besuchte er eine Gewerbeschule, deren Abschlusszeugnis in Österreich nicht als vollwertige Reifeprüfung galt. Dies war letztendlich auch der Grund, warum Spann zum Studium ins Ausland ging. Von 1896 bis 1897 diente Spann als Einjährig-Freiwilliger zu einer Hälfte beim Tiroler Kaiserjägerregiment stationiert in Wien, zur anderen Hälfte im Szekler Regiment in Ungarn, wo er Ungarisch lernte. Das Freiwilligen-Jahr sicherte ihm ein Matura-Kurs.
Zunächst war Spann 1898 und 1899 zwei Semester Gasthörer für Philosophie an der Universität Wien. 1900/1901 studierte er ein Semester Staats- und Kameralwissenschaften an der Universität Zürich, wo sein Abschluss anerkannt wurde, sowie anschließend ein Semester Staatswissenschaften an der Universität Basel. Bei seinem Aufenthalt in Zürich erlitt Spann einen Schädelbasisbruch, an dessen Folgen, unter anderem immer wiederkehrende Lähmungserscheinungen, er bis zu seinem Tode litt. Nach dem Semester in Basel studierte er an der Universität Tübingen, wo er schließlich am 16. Juli 1903 mit seiner Arbeit „Zur Kritik des Gesellschaftsbegriffes der modernen Soziologie“ bei Heinrich Triepel zum Doktor der Staatswissenschaften (Dr. sc. pol.) promoviert wurde.
Von 1903 bis 1907 arbeitete er als wissenschaftlicher Hilfsarbeiter (Statistiker) für die Centrale für private Fürsorge (in Frankfurt am Main) des Sozialfürsorgers Christian Jasper Klumker. Dort war er verantwortlich für die Durchführung empirischer Studien über die uneheliche Bevölkerung. Ende 1904 gründete er zusammen mit Hermann Beck und Hanns Dorn die Zeitschrift Kritische Blätter für die gesamten Sozialwissenschaften.
Spann heiratete am 17. Oktober 1906 die Lyrikerin Erika Spann-Rheinsch (1880–1967), mit der er die Söhne Adalbert Spann (1907–1942) und Rafael Spann (1909–1983) hatte. Die Grabstätte von Othmar Spann und seiner Frau ist am Ortsfriedhof von Bergwerk erhalten.
1907 wurde Spann an der Technischen Hochschule in Brünn für Statistik bei Friedrich von Gottl-Ottlilienfeld mit seiner Arbeit „Wirtschaft und Gesellschaft. Eine dogmenkritische Untersuchung“ habilitiert, die Habilitation im Mai 1908 um Statistik und Nationalökonomie erweitert. Von 1907 bis 1909 war er als Privatdozent tätig. Ab September 1908 war Spann hauptberuflich kaiserlich-königlicher Vizesekretär der Statistischen Zentralkommission in Wien. Von 1909 bis 1910 war er mit der wissenschaftlichen Organisation und Leitung der österreichischen Volkszählung von 1910 beauftragt.
1909 folgte die Berufung an die Deutsche Technische Hochschule Brünn als außerordentlicher, von 1911 bis 1919 als ordentlicher Professor der Volkswirtschaftslehre und Statistik.

### 1914–1918: Erster Weltkrieg
Von 1914 bis 1918 nahm er aktiv am Ersten Weltkrieg teil, zuletzt im Rang eines Oberleutnants der Reserve. Am 27. August 1914 wurde Spann bei der Schlacht bei Lemberg verwundet. Nach seiner Genesung war er unter anderem Kompaniekommandant in einem Lager für russische Kriegsgefangene bei Mauthausen (1915/16) und danach bis 1918 im Wissenschaftlichen Komitee für Kriegswirtschaft des Kriegsministeriums in Wien tätig.

### 1918–1938: Erste Republik und Dollfuß-Schuschnigg-Diktatur
1919 wurde er auf Betreiben des österreichischen Unterrichtsministers Emerich Czermak als ordentlicher Professor für Nationalökonomie und Gesellschaftslehre an die Universität Wien berufen, wo er erklärtermaßen eine philosophische Gegenposition zum Austromarxismus bilden sollte. Die Stadt Wien galt als Hochburg austromarxistischer Positionen, und an der juristischen Fakultät stellten sie die dominierende Universitätsphilosophie dar. Mit der Berufung Spann strebte die christlichsoziale Unterrichtsverwaltung die Schaffung eines ideologischen Bollwerks gegen die österreichische Sozialdemokratie sowie gegen den Bolschewismus an. Mit seiner im Jahr 1920 gehaltenen Vortragsreihe unter dem Titel Der wahre Staat begann Spann die Richtung für seine korporatistische Theorie, den Universalismus, vorzugeben. 1921 erschienen die Vorträge unter dem gleichen Titel in Buchform. In seinem Werk Der wahre Staat entwickelte er eine auf Adam Heinrich Müller fußende Ganzheitslehre. Die darin propagierten antidemokratischen, antimarxistischen und antisemitischen Grundsätze ließen Spann insbesondere in den deutschnationalistischen und konservativ-katholischen Studentenkreisen Österreichs und im Sudetenland schnell zu einer Kultfigur aufsteigen.
Ab 1928 gewann Spann als Ideologe der faschistischen österreichischen Heimwehr politischen Einfluss, welche Spanns Ideen zur geistigen Grundlage ihrer Bewegung machten.
1928 wurde er auch Vorstandsmitglied im Kampfbund für deutsche Kultur (KfdK), einer von Alfred Rosenberg gegründeten und von Hans Hinkel geleiteten nationalsozialistischen Kultur-Organisation. Die erste öffentliche Veranstaltung des Kampfbundes fand am 23. Februar 1929 im Auditorium maximum der Universität München statt, wo er als Hauptreferent eine in den damaligen Medien vielbeachtete Rede über Die Kulturkrise der Gegenwart hielt. In Anwesenheit Adolf Hitlers forderte Spann als „dritten Weg“ zwischen Demokratie und Marxismus den autoritären Ständestaat. Aufgrund von Differenzen mit Rosenberg wurde er jedoch 1931 aus dem Kampfbund ausgeschlossen.
Ende der 1920er Jahre trat Spann in die NSDAP ein und erhielt eine geheime, nicht nummerierte Mitgliedskarte. Die Schulungsabende des Nationalsozialistischen Deutschen Studentenbundes fanden in den Räumen seines Seminars statt, gestaltet von seinem Schüler Franz Seuchter.
Ab 1933 war er Herausgeber der Zeitschrift Ständisches Leben, die dem Nationalsozialismus nahestand. Die Bücherverbrennungen befürwortete er, nicht jedoch das Ausmaß des Antisemitismus. Spann und seine Anhänger schlugen vor, die Juden auf deutschem Territorium in „Reservaten“ zu konzentrieren, wo sie weitgehend ohne Rechte leben sollten. Ab 1935 wurden seine Vorstellungen zunehmend auch von NS-Organen angegriffen. Zwischen 1936 und 1938, als die NSDAP in Österreich verboten war, befand sich in seinem Schlösschen in Bergwerk eine illegale Druckerei.

### 1938–1945: NS-Regime in Österreich
Im Zuge der nationalsozialistischen Säuberungen des Lehrkörpers der Universität Wien nach dem „Anschluss Österreichs“ wurde 1938 auch Spann zwangsweise in den Ruhestand versetzt. Der Grund lag jedoch nicht in einer antinationalsozialistischen Haltung, sondern in dem Lavieren zwischen „autoritären Standpunkten des Ständestaates“, dem deutschen Nationalsozialismus und der „sudetendeutschen Bewegung“.
1938 wurde er verhaftet und angeblich vier Monate im KZ Dachau interniert, wo er sich infolge der Misshandlungen ein schweres Augenleiden zugezogen haben soll. Eine Haft im KZ Dachau konnte in den Archiven aber nicht nachgewiesen werden.

### 1945–1950: Nachkriegszeit
Nach Kriegsende bemühte sich Spann, der sich auf sein Schloss in Bergwerk zurückgezogen hatte, erfolglos um eine universitäre Wiedereinsetzung; er wurde 1945 offiziell beurlaubt und 1949 mit vollen Bezügen pensioniert, ohne wieder gelehrt zu haben.

## SpannscherUniversalismus

### Schriften und Programm
Spanns autoritär-korporative Ganzheitslehre des Universalismus (als Fremdbezeichnung auch Spannismus genannt) wurde aus einer ontologischen Metaphysik heraus begründet, die Spann durch die Verbindung verschiedener Ideenlinien aus Politik, Gesellschaftslehre und Volkswirtschaft schuf. Ideengeschichtlich baute sein Universalismus im Wesentlichen auf Platons Ideenlehre, der mittelalterlichen deutschen Mystik, auf dem Idealismus Hegels sowie auf der Philosophie der Romantik auf. Werke dieser Denkrichtungen veröffentlichte er in seinem vielbändigen Sammelband Die Herdflamme.
Die wichtigste Aufgabe des Universalismus sah Spann in „der Überwindung der individualistischen Gesellschafts- und Wirtschaftstheorie“. Spann verfasste während seiner akademischen Karriere zahlreiche gesellschaftspolitische Schriften, von denen sein Werk Der wahre Staat von 1921 als das bedeutendste gilt. Darin entwickelte er ein „an mittelalterlichen Zünften orientiertes, ständisch gegliedertes und hierarchisch geprägtes Gesellschaftsmodell, das statt einem gleichen Wahlrecht für die Bürger die Wahl eines Oberführers durch die Führer der mannigfaltigen gegliederten Massen und Verbände kannte.“
Das Volk werde Spann zufolge weder durch Staat, noch durch Rasse oder Sprache konstituiert, sondern nur über eine „geistige Gemeinschaft“. Diese sah Spann bei den Deutschen in ihrer völkischen „Volkheit“ und ihrem „Volksgut“. Diese universalistisch-idealistische Gesellschaftslehre richtete sich gegen Rationalismus, Liberalismus, Materialismus und Marxismus und forderte eine Neuordnung von Staat und Gesellschaft auf berufsständischer Grundlage (Ständestaat).
Die universalistische Lehre Spanns beschrieb die Welt nicht als ein atomistisches Gefüge im Sinne der Markttheorie, sondern als ein organisches Gebilde im Sinne der Gebildetheorie. Innerhalb dieses organischen Ganzen, in dem „jedes einzelne Glied nur in Bezug auf die ihm vorgesetzte Einheit adäquat bestimmt werden konnte“, erhielt die hierarchisch gegliederte soziale Einheit den Vorrang vor dem Individuum. Das Wirtschaftssystem dachte Spann dabei in einem Stufenbau mit der Weltwirtschaft an der Spitze, welche sich weiter in absteigender Folge unterteilt in Volkswirtschaften, Gebietswirtschaften, Wirtschaftsverbände, Betriebe und Einzelwirtschafter.

### Einordnung und Einfluss im politischen Katholizismus
Die Universalisten um Spann werden den sozialromantischen Strömungen innerhalb des politischen Katholizismus zugeordnet, die allesamt „mehr oder weniger nach rückwärts schauende, an Romantik, Feudalismus und Stadtwirtschaft orientierte“ Auffassungen vertraten. Neben den Universalisten um Spann zählen zu den Sozialromantikern auch die Richtungen um Anton Orel, Karl Lugmayer, Joseph Eberle oder Ernst Karl Winter. Dabei stieg Spann mit seiner Richtung in der Zwischenkriegszeit „zum maßgeblichen Exponenten der sozialromantischen Ideenwelt“ auf. Jonas Hagedorn (2016) betont, dass das autoritär-korporatistische Gesellschaftsmodell Spanns nur eine von insgesamt drei Varianten des Korporatismus darstellte, die vom politischen Katholizismus vertreten wurden. Im scharfen Gegensatz zum antidemokratischen und zentralistischen Universalismus standen die Varianten des freiheitlichen Korporatismus, repräsentiert von den katholischen Sozialisten im sozialdemokratischen Wirtschaftsdemokratiekonzept sowie von den Solidaristen.

## Wirken / Rezeption

### Ökonom
Laut Helmut Woll (1994) gilt Othmar Spann als „der einflußreichste Ökonom der Weimarer Zeit“. Spanns Universalismus rechnet Woll der Dogmengeschichte zu.

### Österreichischer Vertreter derKonservativen Revolution
Spann gilt mit seiner Ständestaatslehre laut Armin Pfahl-Traughber als ein österreichischer Vertreter der rechtsextremen und ultranationalistischen Konservativen Revolution. Pfahl-Traughber zählt Spann aufgrund seiner Positionen zu dieser geistigen Strömung, konkret sei er ein Vertreter der Jungkonservativen. Spann habe laut Pfahl-Traughber im Gegensatz zu vielen anderen konservativen Revolutionären mit seiner Ständestaatstheorie einen „konkreten und umfassenden Gegenentwurf zum abgelehnten demokratischen Verfassungsstaat“ geliefert. Zwar habe er als in Österreich lebender und wirkender Intellektueller nur eine begrenzte Rolle bei der Herausbildung und Entwicklung der Konservativen Revolution gespielt, jedoch mit seinem Denken auch deren Protagonisten wie Edgar Julius Jung mitgeprägt. Karl Bruckschwaiger (2005) ordnet Othmar Spann mit seinen Denken idealtypisch der Konservativen Revolution zu, wie sie Rolf Peter Sieferle in seiner Arbeit definiert hat.

### Verhältnis zum Faschismus und Nationalsozialismus
Laut Reinhold Knoll (2005) passte Spanns Lehre des Universalismus mit ihrer Mythologisierung des Staates „haarscharf auf jenen Staat, der in Italien durch Mussolini geschaffen wurde.“ Auch mit der Vorstellung, dass die Gesellschaft kein Verhältnis zwischen Personen darstelle, sei Spann in „eine ununterscheidbare Nähe zum italienischen Faschismus“ gerückt. Gleichzeitig hält Knoll jedoch fest, dass sich Spann selbst zu keinem Zeitpunkt als Faschist oder Nationalsozialist verstand. Er sei zur „zentralen Figur“ einer „neukatholischen“, „konservativen Rechten“ in Deutschland und Österreich geworden. Dabei habe Spann laut Knoll die Ambition gehägt, zum „Ideologen eines ‚neuen Deutschland‘“ aufzusteigen, sei dabei jedoch klar seinem nationalsozialistischen Kontrahenten Alfred Rosenberg unterlegen. Auch Helmut Woll sieht Spann in einem Gegensatz zum deutschen Nationalsozialismus. Woll argumentiert, dass Spann „durch seinen Universalismus eine mehr als hundertjährige Gegenreformation“ proklamiert habe. Dabei habe sich Spann laut Woll „im Kern nur gegen den atheistischen Individualismus, nicht gegen den christlichen“ gerichtet. Den Begriff Universalismus habe Spann im Sinne von Aristoteles verstanden: „Das Ganze ist mehr als die Summe seiner Teile.“ Dem gegenüber habe sich der Nationalsozialismus nach Alfred Rosenberg überhaupt gegen das Individuum gerichtet und das „Primat der Rasse“ gefordert – für die Nationalsozialisten war die „Rasse“ das Universale. „Obwohl Spann und Rosenberg den Begriff Universalismus gebrauchten“, so konstatiert Woll, „verstehen sie darunter völlig verschiedene Dinge.“

### Einfluss auf extreme Rechte und Diktatur in Österreich
Jonas Hagedorn (2016) urteilt, Spanns Lehre habe der österreichischen Dollfuß-Schuschnigg-Diktatur intellektuell den Weg gebahnt. Auch habe Spanns Universalismus einen gewissen Einfluss auf den deutschen politischen Katholizismus nehmen können. Vor allem der Katholische Akademikerverband habe Spanns Lehre zu seiner Doktrin erklärt. Laut Walter Euchner et al. (2000) habe Spann „beträchtlichen Einfluß [sic!]“ auf den Katholizismus im deutschsprachigen Raum ausgeübt. In ähnlicher Weise konstatiert Robert Kriechbaumer (2005), dass Spann in Österreichs Erster Republik „zum beredten und einflussreichen Propheten der politischen Neoromantik“ wurde, dessen ständisch-autoritäre, antiliberale Ideen einerseits die akademische Jugend „in erheblichem Ausmaß“ beeinflusst hätten, und andererseits „direkten Einfluss“ auf die österreichischen Heimwehren hatten. Stefan Breuer (1995) bezeichnet Spann als „Kopf der katholischen Rechten“. Emmerich Tálos (2013) attestiert Spann, habe „die Kritik am parlamentarisch repräsentativen System und an den Parteien sowie die im Zusammenhang mit der Wirtschaftskrise verbreiteten Bestrebungen einer autoritären Lösung der Vermittlung staatlicher und gesellschaftlicher Interessen theoretisch untermauert.“ Zwar sei sein Universalismus in Österreich realpolitisch nicht umgesetzt worden, habe jedoch zur inhaltlichen Konstituierung der Ständediskussion „maßgeblich beigetragen“. Damit habe Spann die Heimwehren und über Ignaz Seipel mittelbar auch die Christlichsoziale Partei beeinflusst.
Ab dem Jahr 1929 stand Spann der Heimwehr, besonders dem Steirischen Heimatschutz nahe, mit dessen Führer Walter Pfrimer er auch auf Veranstaltungen auftrat und in dessen Verlag seine Schrift Die Irrungen des Marxismus veröffentlicht wurde. Spanns enger Mitarbeiter Walter Heinrich wurde 1930 Bundesorganisationsleiter der österreichischen Heimwehren und gilt als Verfasser des Korneuburger Eides. Hans Riehl (Sozialwissenschaftler), ein weiterer Schüler Spanns, fungierte gleichzeitig als Propaganda-Leiter des Bundesverbands. Heinrich begründete den Kameradschaftsbund für volks- und sozialpolitische Bildung (KB), durch den die Lehren Spanns die politische Bewegung der Sudetendeutschen vor 1938 entscheidend prägten. Seine Mitglieder wurden auch als Spannkreis bezeichnet.
Wegen seiner Idee eines „organischen Staats“ wird Spann heute als „Austrofaschist“ bezeichnet.
Spanns vor allem in seinem Buch Der wahre Staat entwickelte Vorstellung einer autoritär verfassten und weitgehend statischen Organisation einer ständischen Gesellschaft richtete sich gegen parlamentarische Demokratie und Arbeiterbewegung gleichermaßen. Den als beruflichen Zwangsorganisationen konzipierten Ständen waren dabei weitgehende staatliche Hoheitsrechte zugedacht und die Arbeiterschaft der Herrschaft der „Wirtschaftsführer“ unterworfen. Spann verstand diesen Ständestaat als antimarxistischen Gesellschaftsentwurf, den er mit explizitem Rekurs auf romantische Gesellschafts- und Staatsauffassungen entwickelte. Seine Positionen vermittelten „zwischen der intellektuellen Tradition sozialkonservativer Ideologien und der Praxis faschistischer Massenbewegungen. … Das Konglomerat aus klerikoromantischen und deutschnationalistischen Ideologemen,“ so der Historiker Willibald Holzer, „wie es in den Rückgriffen Spanns auf sowohl romantischklerikale als auch nationalimperialistische Traditionen begründet war, hat Spanns Wendung zum italienischen Faschismus, den deutschen Nationalsozialisten und zu allen drei österreichischen Faschismen wesentlich begünstigt und seine Integrativfunktion innerhalb der österreichischen Rechten überhaupt erst ermöglicht.“ Spann sei „[z]ugleich ‚Ideologe der Hakenkreuzler‘ wie Programmstifter der Heimwehren und in die Traditionen des politischen Katholizismus von Seipel bis Dollfuss aufs engste eingebunden“ gewesen. Er und sein Kreis hätten „den Faschismen zentrale Ideologeme vor allem in den sozialen Führungsschichten äusserst wirksam vertieft und Traditionen verstärkt, die noch lange über das Jahr 1945 hinauswirken sollten.“
Der SPÖ-nahe Historiker Oliver Rathkolb sieht Spann nicht als jemanden, der aus vaterländischen Beweggründen dem Nationalsozialismus gegenüber prinzipiell feindlich eingestellt gewesen wäre, sondern als Vertreter eines typisch österreichischen Nationalsozialismus, der im Konkurrenzkampf mit anderen Fraktionen innerhalb der nationalsozialistischen Bewegung unterlegen und deshalb politisch verfolgt worden sei.
Der Historiker und ÖVP-Politiker Gerald Schöpfer betrachtet Spann in Bezug auf dessen Biografie als untypischen Vertreter der österreichischen Intelligenz im 20. Jahrhundert: „Er hatte zwar der Vereinnahmung durch den Ständestaat und die NS-Diktatur widerstanden, aber – trotz der im Konzentrationslager erlittenen körperlichen Beeinträchtigungen – galt er in der Zweiten Republik als eine persona non grata. Damit manifestiert sich eine atypische Karriere: Spann verstand es, in drei aufeinander folgenden unterschiedlichen Phasen österreichischer Politik, unbeliebt zu sein.“

### Einfluss auf extreme Rechte und Diktatur in der Slowakei
Spanns ständisch-autoritäre Lehre übte auch eine „große Anziehungskraft“ auf den klerikal-nationalistischen Parteiflügel der Ludaken in der Slowakei aus. Sie wurde zunächst vom radikalen katholischen Intellektuellenkreis um die Zeitschrift Nástup („Der Antritt“) übernommen und dann auch vom späteren Parteichef Jozef Tiso vertreten. Auch die Staatsideologie des Slowakischen Staates, wie sie 1939 und 1941 vom Parteiideologen Štefan Polakovič formuliert wurde, war in einem erheblichen Ausmaß von Spanns Lehre inspiriert.

## Werke
- Walter Heinrich, Hans Riehl, Raphael Spann, Ferdinand A. Westphalen, Ulrich Schöndorfer (Hrsg.): Gesamtausgabe. Akademische Druck- und Verlagsanstalt, Graz 1963–1979, ISBN 3-201-01724-8:

1. Frühe Schriften in Auswahl. 1974, ISBN 3-201-00133-3
2. Die Haupttheorien in der Volkswirtschaftslehre. 1969
3. Fundament der Volkswirtschaftslehre. 1967
4. Gesellschaftslehre 1969
5. Der wahre Staat. Vorlesungen über Abbruch und Neubau des Staates. 1972
6. Tote und lebendige Wissenschaft. Kleines Lehrbuch der Volkswirtschaft in 5 Abhandlungen. 1967
7. Kämpfende Wissenschaft. 1969
8. Kleine Schriften zur Wirtschafts- und Gesellschaftslehre. 1975, ISBN 3-201-00135-X
9. Kategorienlehre. 1969
10. Der Schöpfungsgang des Geistes. 1969
11. Gesellschaftsphilosophie. 1968
12. Geschichtsphilosophie. 1970
13. Philosophenspiegel. Die Hauptlehre der Philosophie begrifflich und geschichtlich dargestellt. 1970
14. Erkenne dich selbst. Eine Geistesphilosophie als Lehre vom Menschen und seiner Weltstellung. 1968
15. Naturphilosophie. 1963
16. Religionsphilosophie auf geschichtlicher Grundlage. 1970
17. Ganzheitliche Logik. Eine Grundlegung. 1971
18. Meister Eckeharts mystische Philosophie, im Zusammenhang ihrer Lehrbegriffe dargestellt. 1974, ISBN 3-201-00134-1
19. Kunstphilosophie. 1973, ISBN 3-201-00132-5
20. Gespräche über die Unsterblichkeit. Betrachtungen zweier Krieger im Felde. 1965
21. Leben und Werk. Ein Gedenkband aus Anlass der 100. Wiederkehr des Geburtstages. 1979, ISBN 3-201-01110-X (mit Bibliographie).